# 马丁嫩戈
马丁嫩戈（義大利語：Martinengo），是意大利贝加莫省的一个市镇。总面积21.61平方公里，人口10078人，人口密度466.4人/平方公里（2009年）。国家统计（ISTAT）代码为016133。